# Убийство на Цезар
Убийството на Цезар се случва в резултат на заговор на група от републикански сенатори, начело с Гай Касий Лонгин и Марк Юний Брут.

## Заговор
Заговорниците са искали да свалят диктатора Юлий Цезар, който през гражданската война става от военачалник едноличен управител на Рим. Заговорниците убиват Цезар на 15 март 44 пр.н.е., което довежда до нова гражданска война и накрая с идването на власт на неговия наследник Октавиан в качеството на Римски император.
Със заговора са запознати от 50 до 60 души.
Диктаторът Цезар е убит през Мартенските иди по време на сенатско заседание в Театъра на Помпей с 23 наръгвания с ножове.
Цезаровите убийци са наказани безмилостно от цезаровия осиновен син Октавиан и консула Марк Антоний чрез закона Lex Pedia.

- Жан-Леон Жером, „Убийството на Цезар“ (1867)
- Карл Теодор фон Пилоти, „Убийството на Цезар“ (1865)

## Заговорници
Сенатори, участвали в заговора:
- Гай Касий Лонгин
- Марк Юний Брут
- Децим Юний Брут Албин
- Гай Требоний
- Сервий Сулпиций Галба
- Луций Стай Мурк
- Луций Тилий Цимбер
- Луций Минуций Басил
- Квинт Лигарий
- Гай Касий Парменсис
- Публий Сервилий Каска Лонг (брат на Гай)
- Гай Сервилий Каска (брат на Публий)
- Пацувий Антисций Лабеон (? Квинт)
- Цецилий Метел (брат на Букилиан)
- Цецилий Букилиан (по Апиан: Bucolianus; брат на Цецилий Метел)
- Марк Спурий
- Марк Рубрий Руга
- Луций Понтий Аквила
- Марк Петроний
- Децим Турулий
- Секстий Назон

Набедени за участници:
- Луций Корнелий Цина
- Гай Хелвий Цина
- Луций Касий Лонгин (брат Гай Касий Лонгин)
- Гней Домиций Ахенобарб

Несигурни участници:
- Гней Отацилий Назон
- Луций Антисций Лабеон
- Попилий Лигуриенсис
- Цезений Лентон